# Jean Samuel Guisan
Jean Samuel Guisan (* 29. März 1740 in Avenches; † 19. Juni 1801 in Bern) war ein Schweizer Ingenieur und Offizier. Er war 1769 in französischen Diensten als Infanteriehauptmann und Chefingenieur in Guyana tätig. 1798 wurde er Generalinspektor für Strassen- und Brückenbau der Helvetischen Republik und leitete bedeutende Bauprojekte, darunter Brücken und neue Strassenverbindungen. Guisan war Ritter des St.-Ludwig-Ordens.

## Ausbildung und frühe Karriere
Jean Samuel Guisan wurde als Sohn von Antoine Guisan und Madeleine Renaud geboren. Seine Kindheit war von Armut geprägt, denn seine Eltern waren verarmt und konnten ihm daher keine fundierte Schulbildung finanzieren. Stattdessen begann er in Genf eine Lehre als Zimmermann. Trotz der finanziellen Einschränkungen setzte er jedoch auf Selbstbildung: Neben seiner praktischen Arbeit belegte er Kurse in Mathematik, Physik, Architektur und Festungsbau.
In den 1760er Jahren arbeitete Guisan unter dem Ingenieur und Architekten Abraham Burnand (1716–1799). Dabei war er in verschiedenen Projekten des bernischen Chausseebaus tätig, insbesondere bei der Überwachung der Arbeiten an der Strasse von Vevey nach Moudon. Diese Erfahrung ermöglichte ihm, seine Ingenieurkenntnisse weiter auszubauen und legte den Grundstein für seine späteren beruflichen Erfolge.

## Guisan in Guyana und Surinam
Jean Samuel Guisan reiste Ende der 1770er Jahre auf Einladung seines Onkels nach Surinam und Französisch-Guyana. Dort trat er in ein Auftragsverhältnis mit dem französischen König und begann, die Infrastruktur der Kolonie zu verbessern. Zunächst setzte er sich erfolgreich dafür ein, die Gewürznelke in Französisch-Guyana einzuführen, um die landwirtschaftliche Produktion zu steigern und die wirtschaftliche Nutzung der Region zu fördern.
Guisan widmete sich neben der Pflanzenproduktion auch intensiv der Verbesserung der wasserbaulichen Infrastruktur. Er untersuchte die Möglichkeiten zur Regulierung der Flüsse und zur Trockenlegung von Sümpfen, die das Land plagten und die Landwirtschaft erschwerten. Durch die Entwicklung von Plänen zur Umleitung von Flüssen und den Bau von Kanälen konnte er landwirtschaftliche Nutzflächen gewinnen und die Lebensbedingungen der Kolonisten verbessern. Seine wasserbaulichen Projekte halfen dabei, Überschwemmungen zu kontrollieren und trugen zur Steigerung der landwirtschaftlichen Produktion bei.

## Rückkehr und Ruf der Helvetischen Regierung
Eher unwillig kehrte Guisan in den 1780er Jahren in die Schweiz zurück. Mit der Gründung der Helvetischen Republik im Jahr 1798, einer zentralistischen Einheitsregierung unter französischem Einfluss, wurden umfassende Reformen geplant, insbesondere im Bereich der Infrastruktur. Die neuen politischen Gegebenheiten führten dazu, dass Guisan, trotz seines fortgeschrittenen Alters, als Generalinspektor für Strassen- und Brückenbau gewählt wurde.

## Strassen und Kanäle im Linthgebiet
Jean Samuel Guisan spielte eine Schlüsselrolle in den frühen Planungen des Projekts zur Verbesserung der Infrastruktur im Linthgebiet. Im Mai 1799, als der Zweite Koalitionskrieg die Region heimsuchte, wurde Guisan vom Helvetischen Direktorium, insbesondere von Peter Ochs, beauftragt, die Machbarkeit der Verbesserung der Strassen von Weesen nach Mollis und von Mollis nach Walenstadt zu prüfen. Schon zuvor hatte er sich mit der Korrektur der Linth zur Beseitigung der folgenschweren Überschwemmungen auseinandergesetzt. Guisan stützte sich direkt auf Vorarbeiten und Ideen von bisherigen Linthingenieuren wie Andreas Lanz (1740–1803) oder Hans Konrad Escher (1767–1823). Die Ursache des Übels lag seiner Meinung nach offenkundig in der Brüchigkeit der alpinen Felsen, von denen sich durch Temperaturschwankungen, Niederschläge und Wind ständig viel Material loslöse. Er forderte die Umleitung der Glarner Linth in den Walensee und die Begradigung des Linthlaufes bei Schänis.
Doch die politischen und militärischen Verhältnisse im Jahr 1799, insbesondere der Einmarsch österreichischer Truppen, verzögerten die Weiterarbeit am geplanten Projekt. Als das Thema im November 1799 erneut aufgegriffen wurde, waren die ursprünglichen Ideen Guisans Teil des Vorschlags, den Bau eines Kanals als Massnahme zur Bekämpfung der wirtschaftlichen Not voranzutreiben.
Für die Umsetzung der Pläne fehlten in der Helvetischen Republik sowohl die finanziellen Mittel als auch die politische Stabilität. Jean Samuel Guisan starb überdies unerwartet am 19. Juni 1801 in Bern.

## Familie
Jean Samuel Guisan war zweimal verheiratet. Seine erste Frau, Julie Le Neuf de Beaubassin, die aus einer Adelsfamilie der Normandie stammte, starb 1784 im Alter von 30 Jahren. Nach ihrem Tod kehrte Jean Samuel Guisan in die Schweiz zurück und heiratete Henriette Elisabeth Guisan, eine entfernte Verwandte. Mit ihr hatte er zwei Söhne. Die Familie zog in ein Bürgerhaus in Avenches, das früher Guisans Grossvater gehört hatte.